# Guillermo Rivarola
Guillermo Daniel „Tiburón” Rivarola Torres (ur. 11 października 1968 w Villa Huidobro) – argentyński piłkarz występujący na pozycji środkowego obrońcy, trener piłkarski.